# Makedonski denar
Makedonski denar (oznaka MKD) je uradna valuta Severne Makedonije. 26. aprila 1992 je zamenjal jugoslovanski dinar kot plačilno sredstvo v državi.